# Le Pot de Olen

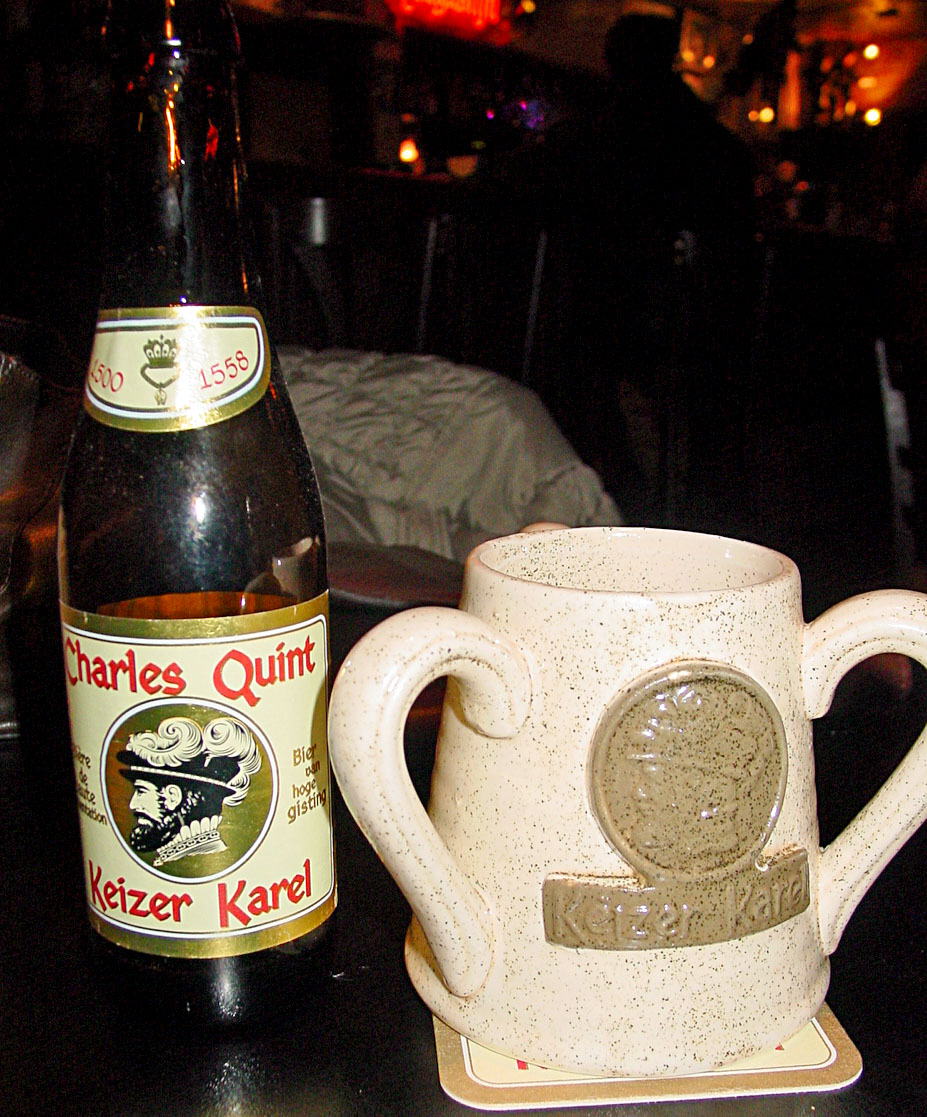
Le pot d'Olen dans sa version actuelle pour servir la bière Charles Quint

Le Pot de Olen est une légende populaire flamande liée à la localité belge d’Olen dans la province d'Anvers.

## Descriptif
Il existe plusieurs versions de ce récit populaire et la plus courante dit ce qui suit ,

« L’empereur Charles Quint aurait exprimé son souhait de visiter Olen, mais les fermiers des environs avaient à l’époque la réputation de boire leur bière dans des pots démunis d’anse.
Afin d’honorer l’empereur et de lui montrer que les Campinois avaient de belles manières, il fut décidé de fabriquer des pots munis d’une anse. Mais, lorsque le souverain arriva dans le village, la personne qui lui offrit une pinte de bière tint le récipient par la poignée et donc, Charles Quint fut contraint de prendre l’objet à pleines mains!
À la suite de cela, lorsque l’empereur annonça qu’il revenait dans la localité, on décida d’avoir des chopes porteuses de… deux anses! Mais la personne chargée d’offrir la boisson au monarque présenta la pinte en la tenant par ses deux oreilles, et donc l’illustre visiteur n’eut d’autre prise que de prendre l’objet par le corps!
Lors de la troisième visite impériale à Olen, les habitants avaient prévu une chope munie de trois anses. Mais une nouvelle fois, l’émissaire gaffa : il tendit le breuvage en le tenant par deux anses, mais en laissant la troisième dirigée vers lui… »

Certaines versions affirment que, à la suite de sa troisième visite, l’empereur aurait demandé que l’on fabrique des pintes porteuses de quatre anses.

## Représentations

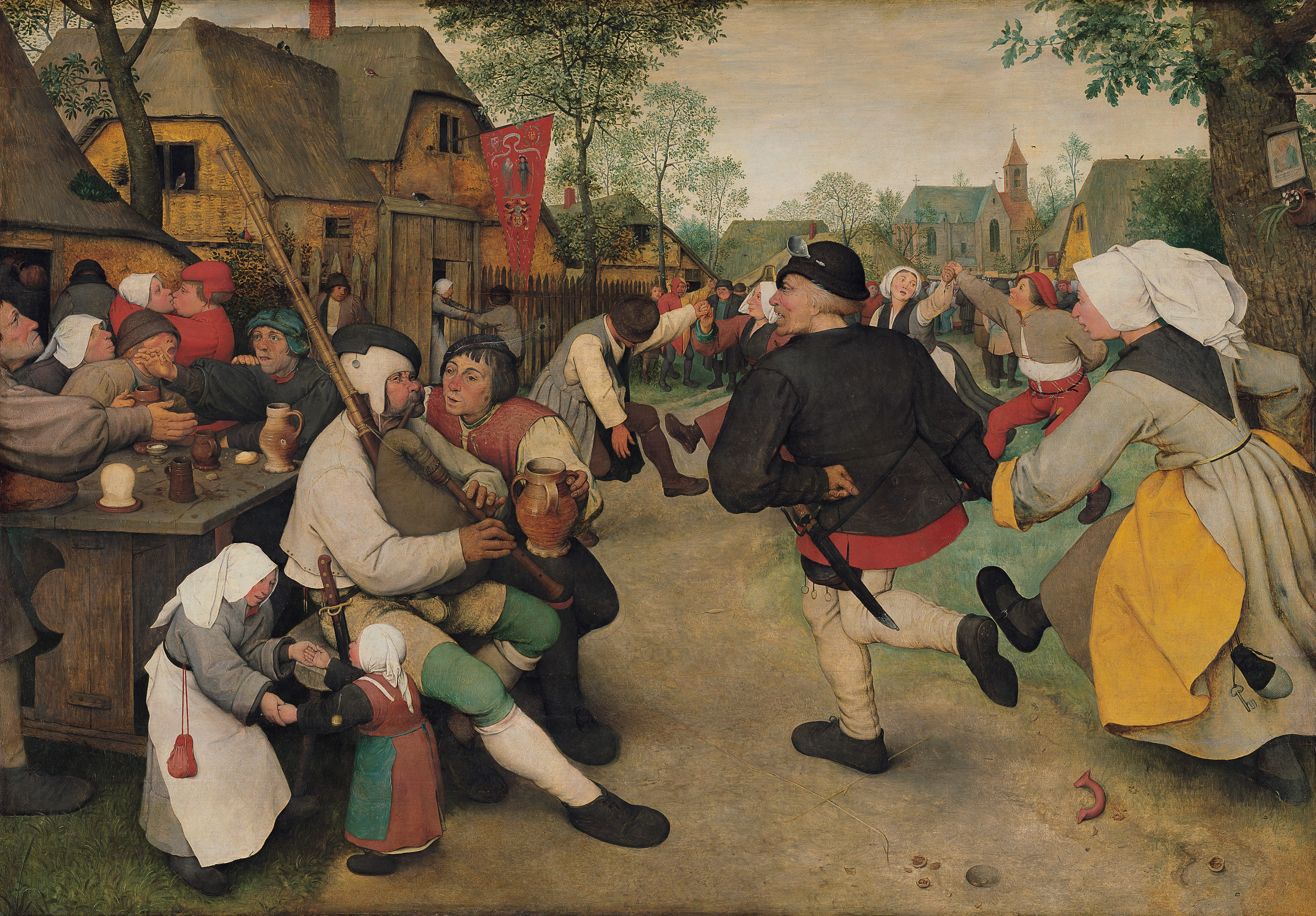
La Danse des paysans de Pieter Brueghel l'Ancien

- Dans le tableau La Danse des paysans de Pieter Brueghel l'Ancien, un des protagonistes assis sur la gauche tient une cruche munie de trois anses, alors qu’au pied d’un couple de danseurs se trouve une anse cassée.
- L’aventure de Bob et Bobette intitulée La Chope chopée (nl) (en néerlandais : De pottenproever), parue en 1993 et traduite l’année suivante, se déroule à Olen et le « pot à trois anses » y tient un rôle important.
- Sur la place du Marché d’Olen se trouve une sculpture représentant le « pot à trois anses ».

## Note
La même légende se retrouve dans l'histoire de la commune de Walcourt, située également en Belgique en province de Namur, mais cette fois avec un pot à quatre anses

## Sources et références
1. ↑  Site officiel de la commune d'Olen - "Olense legendes (Légendes d'Olen)"
2. ↑  Volksverhalen - De Pot van Olen - site en néerlandais
3. ↑  Légendaire sans frontière - Le pot à quatre anses de Walcourt